# Godovič
Godovič este o localitate din comuna Idrija, Slovenia, cu o populație de 764 de locuitori.